# Ronald William Gainer
Ronald William Gainer (Pottsville, 24 agosto 1947) è un vescovo cattolico statunitense, dal 25 aprile 2023 vescovo emerito di Harrisburg.

## Biografia
Monsignor Ronald William Gainer è nato a Pottsville il 24 agosto 1947. È l'unico figlio di Francis F. Gainer e Anna M. Meko, una coppia originaria dell'Europa orientale.

### Formazione e ministero sacerdotale
Ha frequentato la scuola elementare parrocchiale "Mary, Queen of Peace" e la Nativity B.V.M. High School dove si è diplomato nel 1965. Nel giugno del 1965 è entrato nel seminario "San Carlo Borromeo" di Overbrook, dove ha conseguito un Bachelor of Arts nel 1969 e un Master of Divinity nel 1973.
Il 19 maggio 1973 è stato ordinato presbitero per la diocesi di Allentown. In seguito è stato vicario parrocchiale della parrocchia di San Bernardo a Easton dal 1973 al 1975, cappellano dell'Università di Kutztown dal 1975 al 1978, vicario parrocchiale della parrocchia di Santa Caterina a Reading dal 1979 al 1980, segretario del tribunale diocesano dal marzo del 1980 al 1983, segretario del vescovo Joseph Mark McShea dal 1983 al 1984 e giudice del tribunale diocesano dal marzo del 1983. Nel 1984 è stato inviato a Roma come alunno del Pontificio collegio americano del Nord, Casa Santa Maria, e nel giugno del 1986 ha conseguito la licenza in diritto canonico e il diploma in lettere latine presso la Pontificia Università Gregoriana. Tornato in patria è stato parroco della parrocchia della Santissima Trinità a Whitehall dal giugno del 1986 al 19 gennaio 1999, vicario giudiziale dal 1986 al 2002, direttore spirituale per il capitolo diocesano dell'esperienza iniziale per separati, divorziati e vedovi dall'ottobre del 1991 al 1999, docente invitato di diritto canonico nella facoltà di teologia pastorale del seminario "San Carlo Borromeo" di Overbrook dal gennaio del 1994 al giugno del 1999, segretario per la vita cattolica e l'evangelizzazione dal 19 gennaio 1999 al 2000 e cappellano delle religiose carmelitane dell'antica osservanza. È stato inoltre membro del consiglio presbiterale, della commissione per il personale sacerdotale e del collegio dei consultori. Il 20 agosto 1991 è stato nominato prelato d'onore di Sua Santità.

### Ministero episcopale
Il 13 dicembre 2002 papa Giovanni Paolo II lo ha nominato vescovo di Lexington. Ha ricevuto l'ordinazione episcopale il 22 febbraio successivo dall'arcivescovo metropolita di Louisville Thomas Cajetan Kelly, co-consacranti il vescovo di Allentown Edward Peter Cullen e quello di Knoxville Joseph Edward Kurtz. Durante la stessa celebrazione ha preso possesso della diocesi.
Nel 2004 ha invitato i politici cattolici pro-choice, ovvero favorevoli all'aborto, ad astenersi dal ricevere la comunione.
Nel gennaio del 2012 ha compiuto la visita ad limina.
È stato presidente della conferenza episcopale della V regione ecclesiastica dal 2003 al 2013.
Il 24 gennaio 2014 papa Francesco lo ha nominato vescovo di Harrisburg. Ha preso possesso della diocesi il 19 marzo successivo con una messa nella cattedrale di San Patrizio a Harrisburg.
Il 1º luglio 2014 ha introdotto una nuova linea guida che proibisce alle ragazze delle scuole cattoliche della diocesi di Harrisburg di partecipare a sport come wrestling, calcio e rugby, indipendentemente dal fatto che gareggino in incontri femminili o misti. La linea guida prevede che i lottatori maschi perdano le partite contro avversari di sesso femminile, ma non ostacolino le squadre di calcio o di rugby dal giocare contro squadre che potrebbero avere una ragazza nella propria squadra. Secondo la linea guida, il divieto si applica agli sport "che implicano un contatto fisico sostanziale e potenzialmente immodesto".
All'inizio del 2016 un'indagine del grand jury, guidata dal procuratore generale della Pennsylvania Josh Shapiro, ha avviato un'inchiesta sugli abusi sessuali da parte del clero cattolico di sei diocesi della Pennsylvania: Harrisburg, Allentown, Scranton, Pittsburgh, Greensburg ed Erie. La diocesi di Altoona-Johnstown e l'arcidiocesi di Filadelfia non furono incluse, poiché erano state oggetto di precedenti indagini.
Secondo il Philadelphia Inquirer, nel 2017 la diocesi di Harrisburg e la diocesi di Greensburg hanno tentato di far chiudere l'indagine del grand jury.
Il 27 luglio 2018 la Corte Suprema della Pennsylvania ha ordinato che una copia del rapporto del gran giurì fosse resa pubblica per l'inizio di agosto.
Il 1º agosto 2018 ha rivelato i nomi di 71 preti della diocesi di Harrisburg, accusati di aver abusato sessualmente di bambini. Tra questi 71, la maggioranza è già deceduta e alcuni sono stati accusati solo dopo la loro morte. Ha spiegato la motivazione della pubblicazione: "Mentre questi uomini non sono un rischio per il pubblico, mi sentivo tuttavia obbligato a pubblicare i loro nomi nel tentativo di confermare a quei coraggiosi sopravvissuti che abbiamo ascoltato le loro grida e che li abbiamo presi sul serio". Il vescovo Gainer ha anche affermato che prima del 2002, alcune azioni legali erano state risolte usando clausole di confidenzialità e che ora stava sciogliendo tutte le vittime da tali accordi di riservatezza.
Subito dopo la pubblicazione ha annunciato che il nome di ogni vescovo di Harrisburg dopo il 1947 sarebbe stato rimosso da qualsiasi edificio o stanza, a causa della loro incapacità di proteggere le vittime dagli abusi.
È stato presidente della conferenza episcopale della III regione ecclesiastica dal 2014 al 2015.
In seno alla Conferenza dei vescovi cattolici degli Stati Uniti è stato rappresentante della regione V presso il Comitato episcopale per la protezione dei bambini e dei giovani, moderatore della Catholic Ministry Campus Association e collegamento con il Forum nordamericano sul catecumenato, membro del comitato per gli affari canonici e il governo della Chiesa, membro della commissione per l'educazione cattolica, membro del comitato amministrativo e membro del comitato su priorità e piani.
È membro dei consigli di amministrazione del seminario "San Carlo Borromeo", di Cross Catholic Outreach e di Holy Family Radio. Fa parte della Canon Law Society of America.
Collabora con i Boy Scouts of America che lo hanno premiato con il Silver Beaver nel 2008 e con la medaglia di San Giorgio.
Il 25 aprile 2023 papa Francesco ha accolto la sua rinuncia al governo pastorale della diocesi di Harrisburg; gli è succeduto Timothy Christian Senior, fino ad allora vescovo titolare di Floriana ed ausiliare di Filadelfia.

## Genealogia episcopale
La genealogia episcopale è:
- Cardinale Scipione Rebiba
- Cardinale Giulio Antonio Santori
- Cardinale Girolamo Bernerio, O.P.
- Arcivescovo Galeazzo Sanvitale
- Cardinale Ludovico Ludovisi
- Cardinale Luigi Caetani
- Cardinale Ulderico Carpegna
- Cardinale Paluzzo Paluzzi Altieri degli Albertoni
- Papa Benedetto XIII
- Papa Benedetto XIV
- Papa Clemente XIII
- Cardinale Marcantonio Colonna
- Cardinale Giacinto Sigismondo Gerdil, B.
- Cardinale Giulio Maria della Somaglia
- Cardinale Carlo Odescalchi, S.I.
- Cardinale Costantino Patrizi Naro
- Cardinale Lucido Maria Parocchi
- Papa Pio X
- Cardinale Gaetano De Lai
- Cardinale Raffaele Carlo Rossi, O.C.D.
- Cardinale Amleto Giovanni Cicognani
- Arcivescovo Paul John Hallinan
- Cardinale Joseph Louis Bernardin
- Arcivescovo Thomas Cajetan Kelly, O.P
- Vescovo Ronald William Gainer

## Araldica
| Stemma | Titolare                                    | Descrizione |
|        | Ronald William Gainer Vescovo di Harrisburg | Uno stemma episcopale è composto da uno scudo con i suoi simboli, da un motto su un rotolo e dagli ornamenti esterni. Negli Stati Uniti e in diversi altri paesi anglosassoni, i vescovi residenziali cattolici uniscono il loro stemma, in una pratica araldica conosciuta come impalamento, con lo stemma della loro nuova diocesi. Questa non è una consuetudine diffusa altrove nella Chiesa. In ottemperanza a questa consuetudine, lo stemma del vescovo Gainer è impalato con quello della diocesi di Harrisburg. Lo stemma della sede di Harrisburg è una raccolta degli stemmi della famiglia di William Penn, uno dei fondatori della Pennsylvania, e della famiglia di John Harris dello Yorkshire, in Inghilterra, che nel 1712 fondò un insediamento nella zona del fiume Susquehanna, in seguito chiamato Harris Ferry e poi Harrisburg. Il campo dello stemma della diocesi è in argento con sopra una croce latina rossa. Su questa croce è presente un trifoglio d'argento in onore di San Patrizio d'Irlanda, titolare della cattedrale di Harrisburg. Il capo è di colore nero e contiene cerchi argento conosciute anche in araldica come tondi, tratti dallo stemma della famiglia Penn. Tra di loro vi è una mezzaluna argento proveniente da quello della famiglia Harris, ma che nell'araldica cattolica rappresenta la Beata Vergine Maria nel suo titolo di Immacolata Concezione, patrona degli Stati Uniti d'America. Lo stemma personale del vescovo Gainer, visto sul lato destro dello scudo, riflette la sua vita e la sua eredità. Esso è composto da un campo rosso su cui è esposta una barra d'argento circondata da un tondo dorato. Sopra la barra vi è un pino d'argento e con tre colline argentate con la doppia croce dorata sopra, un simbolo noto come croce di Lorena. Questi elementi ricordano il Baden e la Slovacchia, terre di origine dei genitori del vescovo. Per il suo motto, il vescovo Gainer ha scelto la frase "Dalla sua pienezza noi tutti abbiamo ricevuto e grazia su grazia". Questa frase, tratta dal Vangelo secondo Giovanni (1,16), esprime la profonda convinzione che ogni cristiano abbia sempre bisogno, della vita di un Dio interiore, fonte inesauribile di ogni bene. Lo stemma è completato con gli ornamenti esterni che sono la croce processionale, posta dietro allo scudo e che si estende sopra e sotto lo scudo, un cappello pontificio, chiamato galero, con sei nappe su tre file su entrambi i lati dello scudo e tutte in verde. Queste sono le insegne araldiche di un prelato del grado di vescovo. |